# Dysdera ghilarovi
Dysdera ghilarovi là một loài nhện trong họ Dysderidae.
Loài này thuộc chi Dysdera. Dysdera ghilarovi được miêu tả năm 1987 bởi Dunin.